# 特羅納 (加利福尼亞州聖貝納迪諾縣)
特羅納（英語：Trona）是位於美國加利福尼亞州聖貝納迪諾縣的一個非建制地區。該地的面積和人口皆未知。

## 地理
特羅納的座標為35°45′55″N 117°22′58″W / 35.76528°N 117.38278°W，而該地的平均海拔高度為519米（即1703英尺）。